# Краснощёково (Оренбургская область)
Краснощёково — посёлок в Кувандыкском городском округе Оренбургской области.

## История
В 1966 г. Указом Президиума ВС РСФСР поселок молочнотоварной фермы совхоза «Ильинский» переименован в Краснощёково.

## Население
| 2010 |
| ---- |
| 516  |